# Breguet 470
Bréguet 470 Fulgur  — французский пассажирский самолёт 1930-х годов. Построен в единственном экземпляре, применялся республиканцами во время Гражданской войны в Испании.

## История
В начале 1930-х годов французская компания Breguet Aviation приступила к проектированию двухмоторного транспортного самолёта; его оперение было создано по типу аналогичного узла многоцелевого Breguet 460 Vultur и бомбардировщика Breguet 462. Макет первоначальной конструкции, получивший обозначение Breguet 46T, был представлен на Парижском авиасалоне 1934 года. Новый проект, названный Fulgur (Breguet 470 T12) ещё до завершения работ над прототипом, представлял собой вмещающий 12 пассажиров низкоплан цельнометаллической конструкции с двумя двигателями Gnome-Rhône 14K.
Fulgur совершил свой первый полет 5 марта 1936 года и вскоре продемонстрировал максимальную скорость 385 км/ч, из-за чего некоторое время считался самым быстрым коммерческим транспортом в мире.

## Применение
Прототип Breguet 470 принял участие в гонке Париж-Сайгон-Париж 1936 года, призом в которой была не только крупная сумма (1 800 000 франков), но и обещание Министерства авиации купить самолёт в случае победы. Вылетев из Парижа 25 октября, он достиг Индии, но затем по техническим причинам выбыл из соревнований. В 1937 году на него был установлен более мощный двигатель Gnome-Rhône 14N (937 л.с. / 699 кВт), после чего "470-й" участвовал в очередной гонке Истр–Дамаск-Париж, по результатам которой, преодолев дистанцию за 21 час 03 минуты, занял пятое место (первые три места достались спортивной версии бомбардировщика Savoia-Marchetti SM.79, а четвёртое — гоночному de Havilland Comet.)
Решено было не выпускать Br.470 серийно, во время Гражданской войны в Испании прототип был продан фирме SFTA, а через неё — испанскому республиканскому правительству.  Самолёт, получивший бортовой номер EC-AHC, использовался в основном компанией LAPE для рейсов между Барселоной и Тулузой, также и республиканские ВВС иногда применяли его в качестве транспортного. В Испании Br.470 был окрашен в стандартный тёмно-зелёный цвет с красными опознавательными полосами, но за время эксплуатации краска во многих местах облупилась, из-за чего самолёт выглядел потрёпанным.
После падения Второй Испанской республики и капитуляции её вооружённых сил, Breguet 470 в числе последних покинувших страну самолётов перелетел в Тулузу, где был списан и отправлен на слом.

## Эксплуатанты
Республиканская Испания

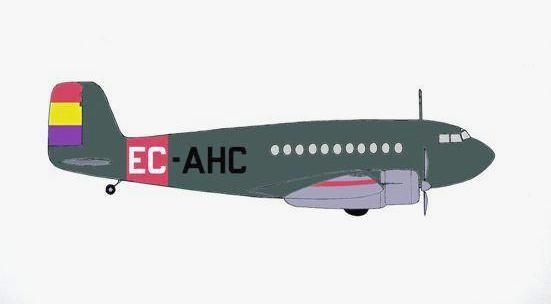
Breguet 470 Fulgur в окраске компании LAPE

- LAPE (Líneas Aéreas Postales Españolas)
- Испанская республиканская авиация

## Лётно-технические характеристики

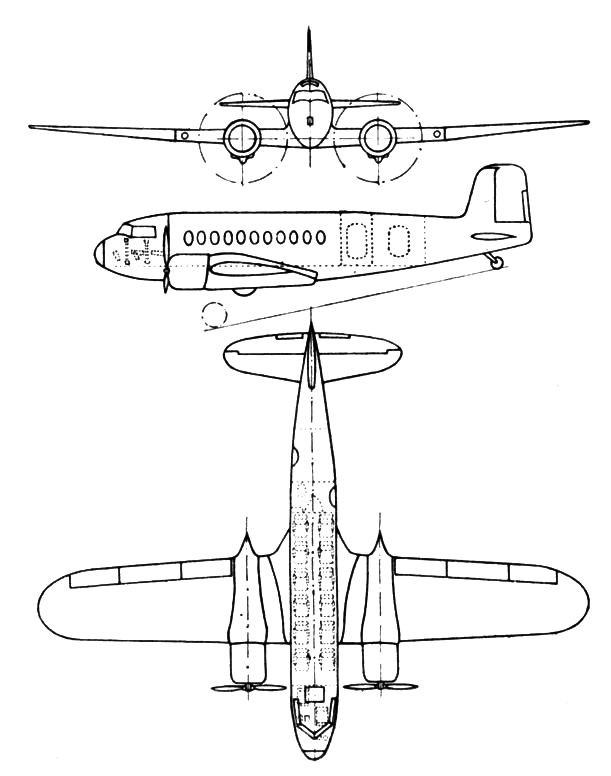
Схема Breguet 470 из журнала L'Aerophile за апрель 1937 года

Источник данных: Plane Facts:The unique Fulgur.

Технические характеристики
- Экипаж: 2
- Пассажировместимость: 12
- Длина: 15,93 м
- Размах крыла: 20,50 м
- Высота: 5,93 м
- Площадь крыла: 56,25 м2
- Масса пустого: 4 840 кг
- Нормальная взлётная масса: 8 200 кг
- Максимальная взлётная масса: 8 600 кг
- Силовая установка: 2 × воздушных Gnome-Rhône 14Kirs (радиальный 14-цилиндровый)
- Мощность двигателей: 2 × 804 л.с. (2 × 599 кВт)

Лётные характеристики
- Максимальная скорость: 385 км/ч (на 1600 м)
- Крейсерская скорость: 340 км/ч
- Практическая дальность: 1000 км
- Практический потолок: 6 000 м
- Скороподъёмность: 1500 м за 7 минут